# Strada nazionale 26 del Passo del Giovo
La strada nazionale 26 del Passo del Giovo (in ted. Jaufenpassstraße) era una strada nazionale del Regno d'Italia, che congiungeva Merano a Vipiteno attraverso l'omonimo passo.
Venne istituita nel 1923 con il percorso "Merano - Passo Giovo - Vipiteno".
Nel 1928, in seguito all'istituzione dell'Azienda Autonoma Statale della Strada (AASS) e alla contemporanea ridefinizione della rete stradale nazionale, il suo tracciato costituì per intero la strada statale 44 del Passo del Giovo.